# Hydropsyche difficultata
Hydropsyche difficultata là một loài Trichoptera trong họ Hydropsychidae. Chúng phân bố ở miền Cổ bắc.